# بازوفلوكساسين
بازوفلوكساسين  Pazufloxacin عبارة عن دواء ذو اسم دولي غير مسجل الملكية . يباع في اليابان تحت الأسماء التجارية Pasil و Pazucross. وهو شكل منصهر للكينولونات ثلاثية الحلقات واسعة الطيف من المضادات الحيوية، ويوصف لعلاج العديد من الالتهابات الناجمة عن البكتيريا إيجابية الغرام الكائنات الحية والبكتيريا سالبة الغرام بما في ذلك اللاهوائية والسلالات المقاومة للعقاقير.

## الخواص

### الاسم الكيميائي
( 3R)-10-(1-aminocyclopropyl)-9-fluoro-3-methyl-7-oxo-1H,7H- [1,3]oxazino[5,4,3-ij]quinoline-carboxylic acid

### الصيغة الكيميائية
C16H15FN2O4

### الوزن الجزيئ
318.29 جم / مول

## الاستعمال العلاجي
يشار اليه لعلاج التهابات الجهاز التنفسي بما في ذلك خراج الرئة والالتهاب الرئوي، التهاب بطانة الرحم، البروستات، التهاب المثانة، التهاب الحويضة والكلية، خراج الكبد، والتهابات داخل البطن، التهاب الصفاق، التهاب المرارة والتهابات ثانوية أخرى بسبب الإصابات والجروح بعد العمليات الجراحية والحروق.

## الديناميكية الدوائية
بازوفلوكساسين Pazufloxacin يثبط بشكل انتقائي إنزيم gyrase DNA وtopoisomerase IV أنه يمارس نشاط واسع الطيف على المضادات الحيوية. جزيء الدواء يسلك التنافر الحامض النووي ب العمل المتعدد الوسائط لخفض مقاومة الأدوية. لم يتم الإبلاغ عن آلية هروب من مقاومة الأدوية في العلاج بالبازوفلوكساسين.

## الجرعة
للالتهابات (في البالغين):
الجرعة الموصى بها للبالغين من حقن البازوفلوكساسين هي 500 ملجم، مرتين يوميا. يجب إعطاء الجرعة باعتبارها سائل عن طريق الوريد على مدى 30-60 دقيقة. يمكن تعديل الجرعة بناء على عمر المريض ووزنه والاستجابة السريرية. يجب أن لا تتجاوز البازوفلوكساسين المدة القصوى من العلاج 14 يوما.